# 유홍 (용향후)
유홍(劉弘, ? ~ ?)은 전한 말기의 제후로, 조공왕의 손자이다.

## 행적
아버지 유강의 뒤를 이어 용향후(容鄕侯)에 봉해졌으나, 전한이 멸망하여 작위가 박탈되었다.

## 출전
- 반고, 《한서》 권15하 왕자후표 下

| 선대 아버지 용향희후 유강 | 전한의 용향후 ? ~ 8년 | 후대 (전한 멸망) |